# Park Krajobrazowy Gór Sowich

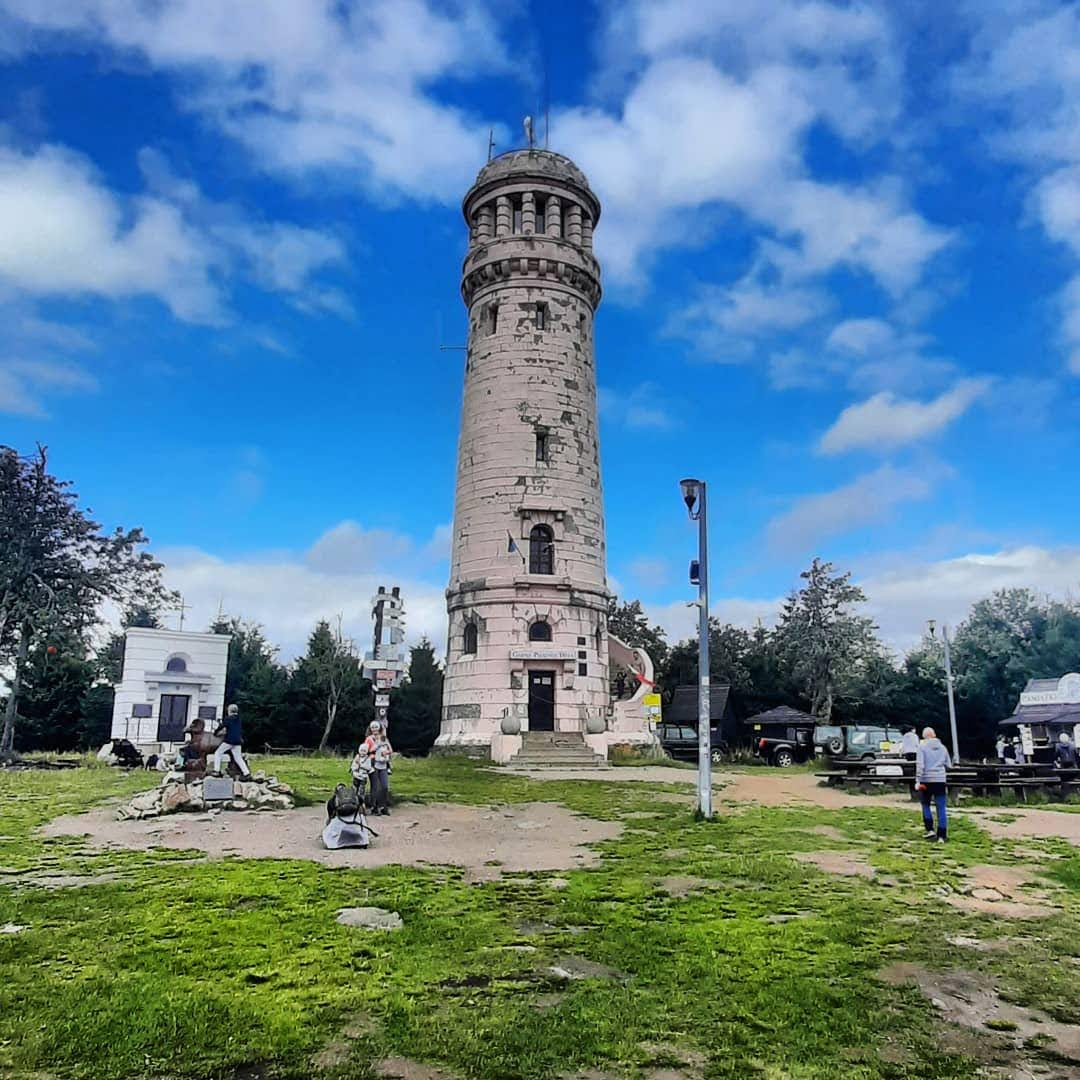
Wieża widokowa na Wielkiej Sowie

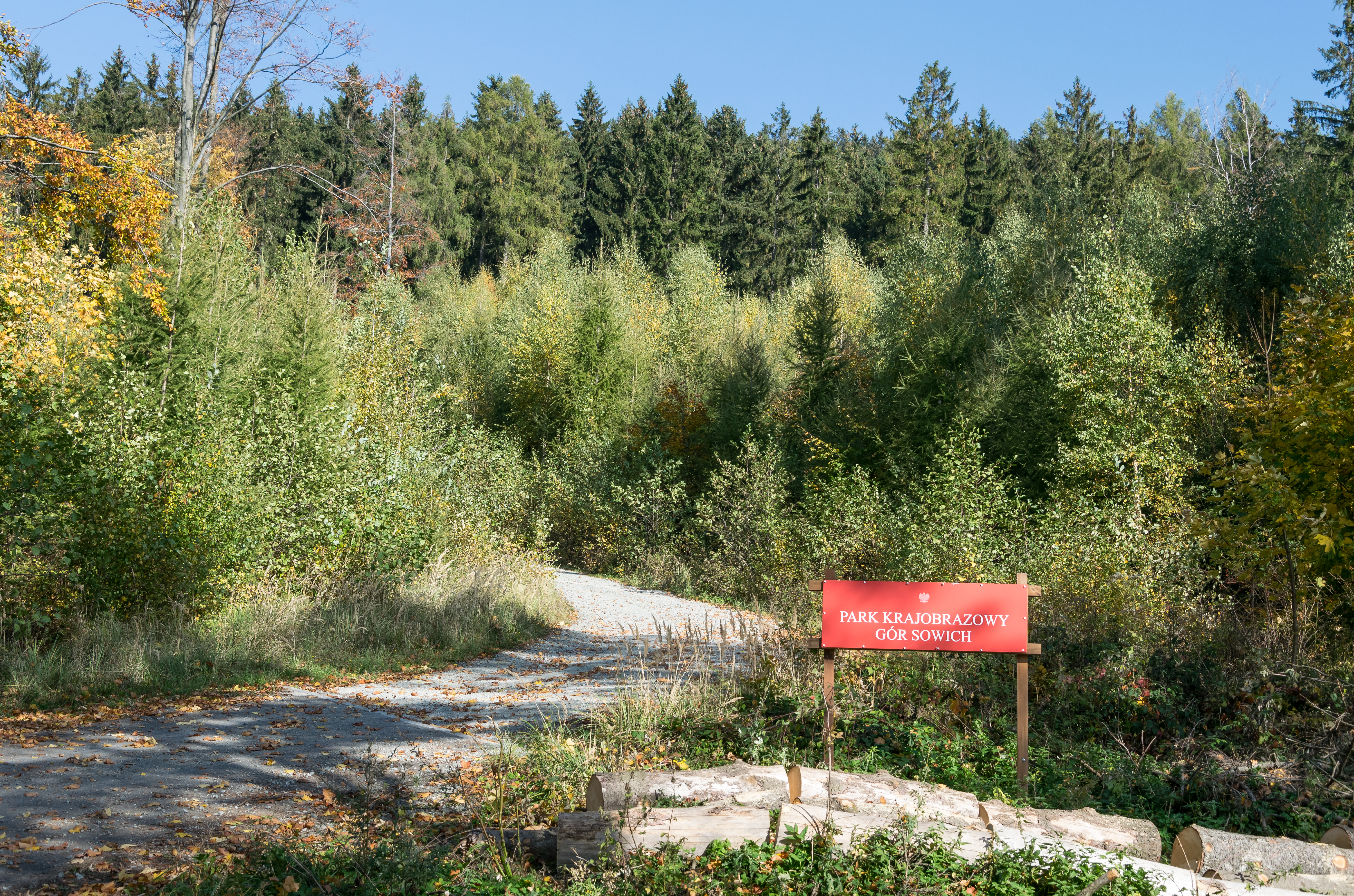
Tablica informacyjna na południowym stoku Grabiny

Park Krajobrazowy Gór Sowich – park krajobrazowy w południowo-zachodniej Polsce, w Sudetach Środkowych, województwo dolnośląskie.

## Położenie
Park położony w Sudetach Środkowych, w Górach Sowich, około 1,1 km na północny wschód od centrum miejscowości Jugów. Rozciąga się na długości około 18 km, zgodnie z grzbietem głównym, od Przełęczy Woliborskiej na południowym wschodzie, aż po okolice Jedliny-Zdroju na północnym zachodzie obejmując najwyższe wzniesienia: Wielką Sowę, Kalenicę i Słoneczną.
Park znajduje się na obszarze powiatów: kłodzkiego, wałbrzyskiego, dzierżoniowskiego i ząbkowickiego. Składa się z dwóch części: główna część swymi granicami obejmuje centralną część Gór Sowich z masywem Wielkiej Sowy, Kalenicy, Słonecznej i Czarnych Kątów, położonych na głównym grzbiecie Gór Sowich o długości 25 km, który ciągnie się z północnego zachodu na południowy wschód pomiędzy Górami Wałbrzyskimi a Bardzkimi stanowiącymi najwyższą część Sudetów Środkowych. Druga, mniejsza część obejmuje Masyw Włodarza.

## Charakterystyka
Park został utworzony na obszarze 6897 ha w 1991 roku Rozporządzeniem Nr 7/91 Wojewody Wałbrzyskiego (Dziennik Urzędowy Województwa Wałbrzyskiego z dn. 28.11.91 r., Nr 15, poz. 159.) i poszerzony do obecnej powierzchni 8141 ha Rozporządzeniem Nr 6/96 Wojewody Wałbrzyskiego (Dziennik Urzędowy Województwa Wałbrzyskiego z dn. 9.08.96 r., Nr 24, poz. 61). Mimo że góry nie posiadają wybitnych walorów przyrodniczych, park utworzono głównie ze względu na wysokie walory krajoznawcze i krajobrazowe. Masyw Wielkiej Sowy wraz z Kalenicą i Przełęczą Jugowską, stanowią najatrakcyjniejszą część całego pasma. Tutejszy typ górskiego krajobrazu, charakteryzujący się dużą koncentracją różnych kontrastowych form na małej powierzchni, w takiej skali nie występuje nigdzie w kraju. Decyduje to o dużej atrakcyjności turystycznej Parku, przez który wiedzie wiele szlaków, mających zakończenie na szczytach Wielkiej Sowy i Kalenicy, na których z wież widokowych można podziwiać jedne z najpiękniejszych górskich panoram Sudetów. W parku zachowały się partie pierwotnej Puszczy Sudeckiej z udziałem: buka, wiązu, modrzewia i grabu. W obrębie parku znajduje się leśny rezerwat przyrody Bukowa Kalenica ze skarłowaciałym bukiem dolnoreglowym. Otulinę dla parku stanowi Obszar Chronionego Krajobrazu Gór Bardzkich i Sowich.

### Budowa
Góry Sowie zbudowane są z najstarszych w Sudetach gnejsów prekambryjskich. Główny masyw Gór Sowich tworzą skały bloku sowiogórskiego – są to gnejsy i migmatyty z niewielkimi wystąpieniami skał: ultrazasadowych, amfibolitów, serpentynitów, granulitów i pegmatytów.

### Rzeźba
Rzeźba terenu parku jest mocno urozmaicona i charakteryzuje się występowaniem kontrastowych krajobrazów, od kotlin wysokogórskich, poprzez krajobrazy górskie i stare doliny rzeczne, do erozyjnych krajobrazów krawędzi tektonicznych. Północno-wschodnie strome zbocza masywu przecinają liczne dolinki, a powstałe na progach skalnych wodospady stanowią dodatkowe urozmaicenie krajobrazu. Minimalna wysokość położenia parku wynosi około 450 m n.p.m. w okolicy Jodłownika a maksymalna 1015 m n.p.m.

### Flora
Przeważającą część, wynoszącą 94% obszaru parku, porastają dolnoreglowe lasy pochodzenia antropogenicznego, świerkowe, bukowe lub mieszane, ze znaczną domieszką: modrzewia, jawora, brzozy, sosny, lipy, kasztanowców i klonów. Najwyższe partie Gór Sowich, Masyw Wielkiej Sowy, Kalenicy i Słonecznej, porasta bór świerkowy regla górnego z domieszką buka. W drugiej połowie XX wieku w wyniku klęski ekologicznej spowodowanej, emisją gazów przemysłowych duże partie lasów górnoreglowych zostały zniszczone. Osłabione drzewostany zostały zaatakowane przez szkodniki, co doprowadziło do znacznych wylesień na grzbietach i zboczach Gór Sowich. Pod samym wierzchołkiem Wielkiej Sowy rośnie sztucznie wprowadzona kosodrzewina. W biocenozie leśnej dominuje monokultura świerkowa, wśród której na stromych stokach występuje miejscami kwaśna buczyna górska, a także małe skupienia żyznej buczyny sudeckiej, jaworzyna z miesiącznicą trwałą, bór świerkowy i podgórski łęg jesionowy. Dużą atrakcją przyrodniczą Parku jest skarłowaciały las bukowy, objęty ochroną w rezerwacie Bukowa Kalenica. Świat roślinny parku nie odbiega składem od obszarów sąsiednich. Szczególnie cenna jest flora zbiorowisk łąkowych porastających podszczytowe partie gór, z roślinami rzadkimi i chronionymi.
Z ciekawszych roślin występują tu: dziewięćsił bezłodygowy i śnieżyca wiosenna, wawrzynek wilczełyko, lilia złotogłów, marzanka wonna, kopytnik pospolity, ciemiężyca zielona, buławnik wielkokwiatowy i storczyk plamisty.

### Fauna
W związku ze słabym zasiedleniem tego obszaru bogaty jest świat zwierzęcy. Z rzadkich ssaków występują tu muflon, borsuk, kuna leśna, jeleń, z ciekawych gatunków ptaków gnieżdżą się sowa włochatka, bocian czarny i głuszec, a z płazów spotkać tu można salamandrę plamistą i traszkę górską.

## Rezerwat przyrody
Unikalne walory przyrodnicze Parku krajobrazowego chronione są w formie rezerwatu Bukowa Kalenica.